# Station Lędziechowo
Station Lędziechowo is een spoorwegstation in de Poolse plaats Lędziechowo.